# Таламелло
Таламелло (італ. Talamello) — муніципалітет в Італії, у регіоні Емілія-Романья,  провінція Ріміні.
Таламелло розташоване на відстані близько 230 км на північ від Рима, 105 км на захід від Анкони, 50 км на захід від Пезаро, 35 км на північний захід від Урбіно.
Населення — 1108 осіб (2014).
Щорічний фестиваль відбувається 10 серпня. Покровитель — святий мученик Лаврентій.

## Демографія
Населення за роками:

Станом на 1 січня 2023 року в муніципалітеті офіційно проживали 54 іноземці з 11 країн, серед них 18 громадян країн Євросоюзу та 3 громадяни України.

## Сусідні муніципалітети
- Майоло
- Меркато-Сарачено
- Новафельтрія
- Сольяно-аль-Рубіконе